# Герлах II (Насау-Идщайн)
Герлах II фон Насау-Висбаден-Идщайн (на немски: Gerlach von Nassau-Wiesbaden-Idstein; * ок. 1333; † сл. 1386) от Валрамската линия на Дом Насау, е граф на Насау-Висбаден (1370 – 1386).

## Живот
Той най-възрастният син на граф Адолф I фон Насау-Висбаден-Идщайн (1307 – 1370) и съпругата му Маргарета фон Нюрнберг († 1382), дъщеря на Фридрих IV, бургграф на Нюрнберг и съпругата му Маргарета фон Гьорц. Правнук е на император Адолф от Насау (1250 – 1298).
Герлах II се жени пр. 1360 г. за Агнес фон Велденц (fl 1360/1398), дъщеря на граф Хайнрих II фон Велденц и Агнес фон Спонхайм-Щаркенбург. Бракът е бездетен.
След смъртта му Герлах II е последван през 1386 г. във Висбаден от брат му Валрам IV. Вдовицата му Агнес се омъжва втори път за вилдграф Ото фон Дронекен († 1409).